# Арсиноя (дочь Левкиппа)
Арсиноя (др.-греч. Ἀρσινόη). Персонаж древнегреческой мифологии. Дочь Левкиппа. Мать Асклепия от Аполлона (по мессенской версии, изложенной у Гесиода и Асклепиада). Сестра жен Полидевка и Кастора, её святилище в Спарте. Ей посвящён водоём в Мессене.
В честь Арсинои назван астероид (404) Арсиноя, открытый в 1895 году.